# Regimento do Sul da Escânia
O  Regimento do Sul da Escânia  - em sueco Södra skånska regementet - também designado pela sigla  P 7  , é uma unidade de carros de combate do Exército da Suécia estacionada na pequena localidade de Revinge, junto à Carreira de Tiro de Carros de Combate de Revingehed, situada a 15 km a leste da cidade de Lund.

## Organização
Este regimento está vocacionado para o combate terrestre com carros blindados.Dispõe dos carros de combate Stridsvagn 122 e Stridsfordon 90, do veículo blindado de todo o terreno Patgb 203 e do veículo blindado de todo o terreno Patgb 360. O pessoal da base é constituído por 306 oficiais profissionais, 694 sargentos e praças, 46 funcionários civis e 539 oficiais da reserva.
O Regimento do Sul da Escânia participa no Grupo de Combate Nórdico 15, contribuindo com uma companhia composta por 150 homens e cerca  de 20 veículos blindados de todo o terreno Patgb 360.

## Galeria

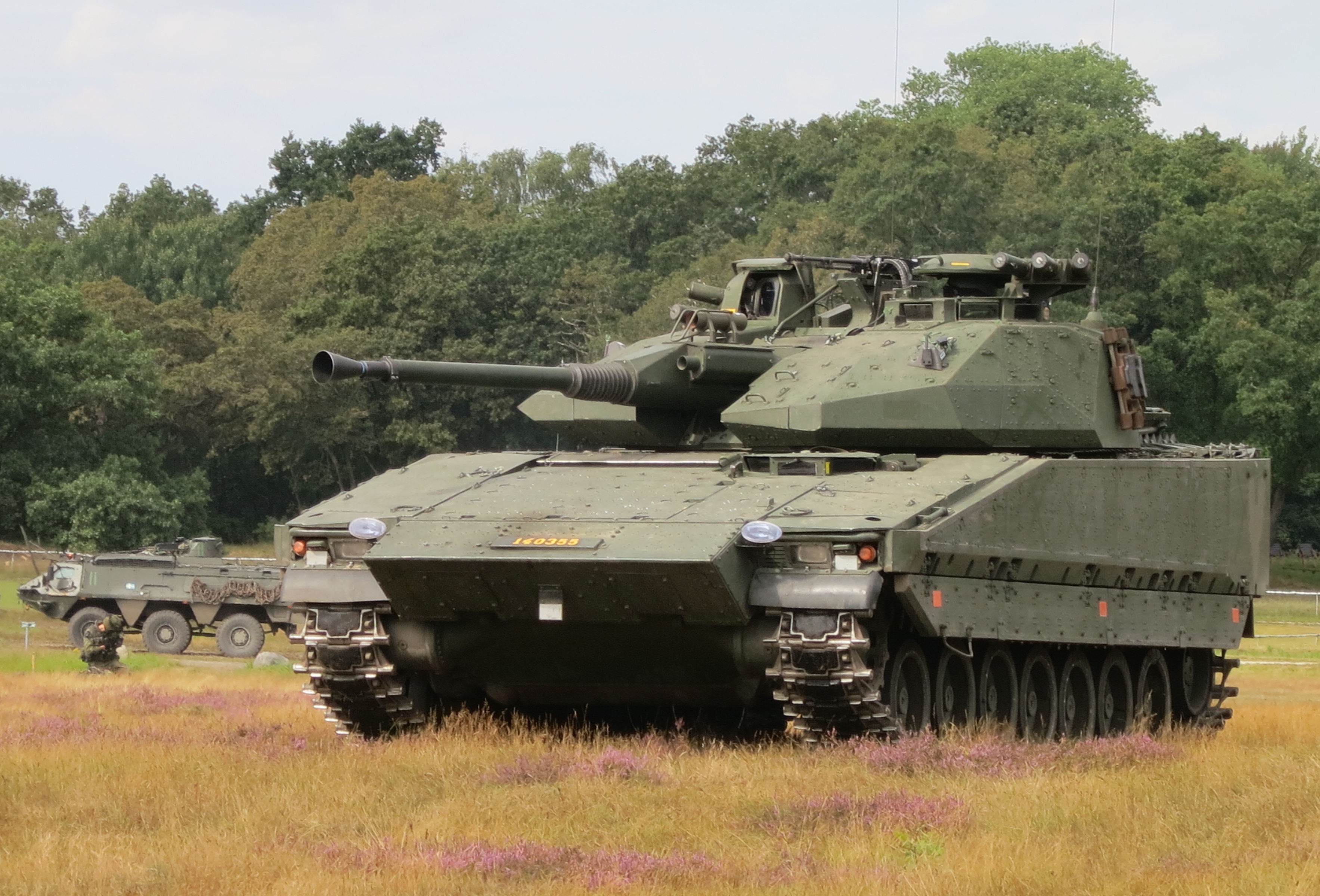
O carro de combate Stridsfordon 90
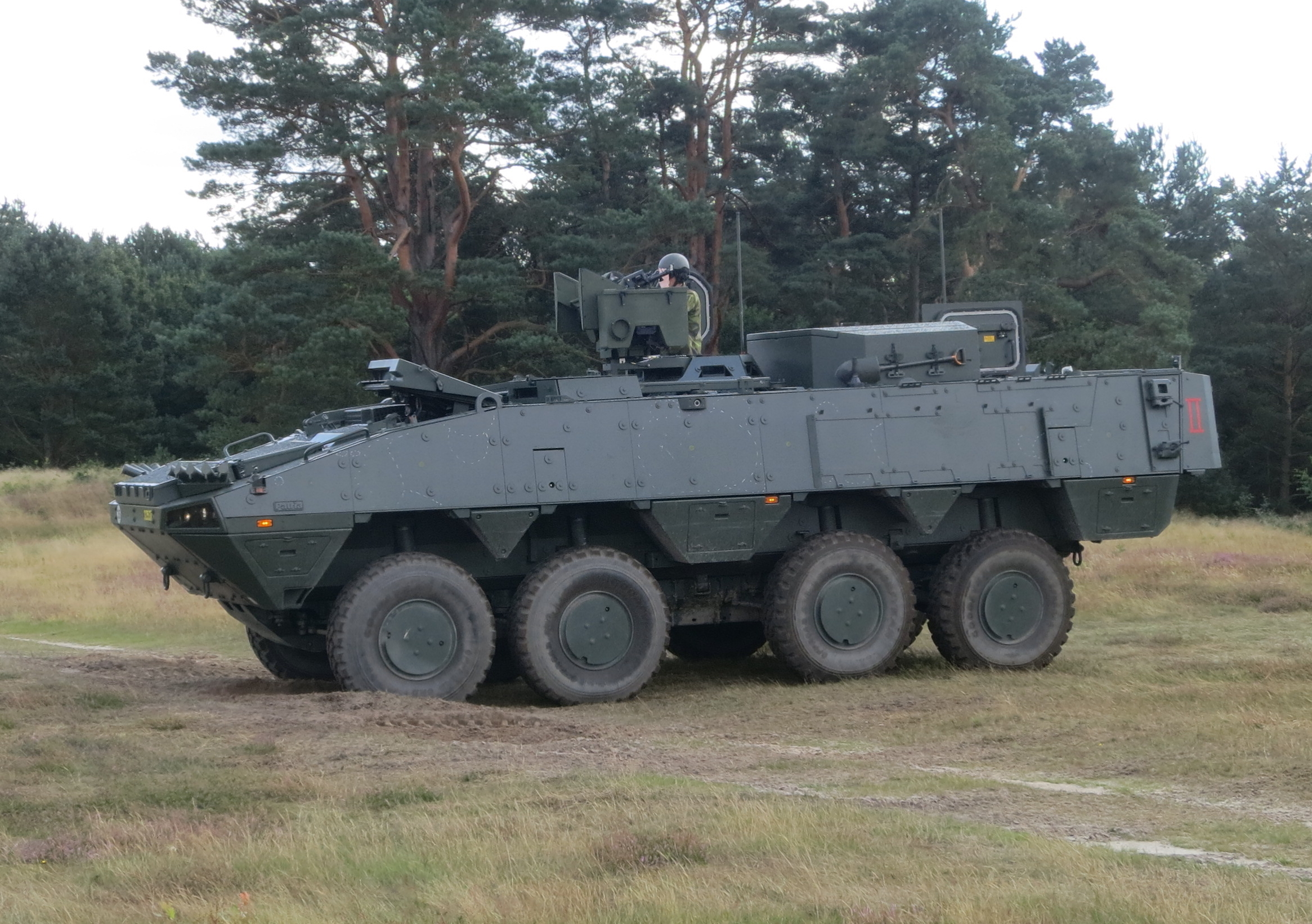
O veículo blindado de todo o terreno Patgb 360
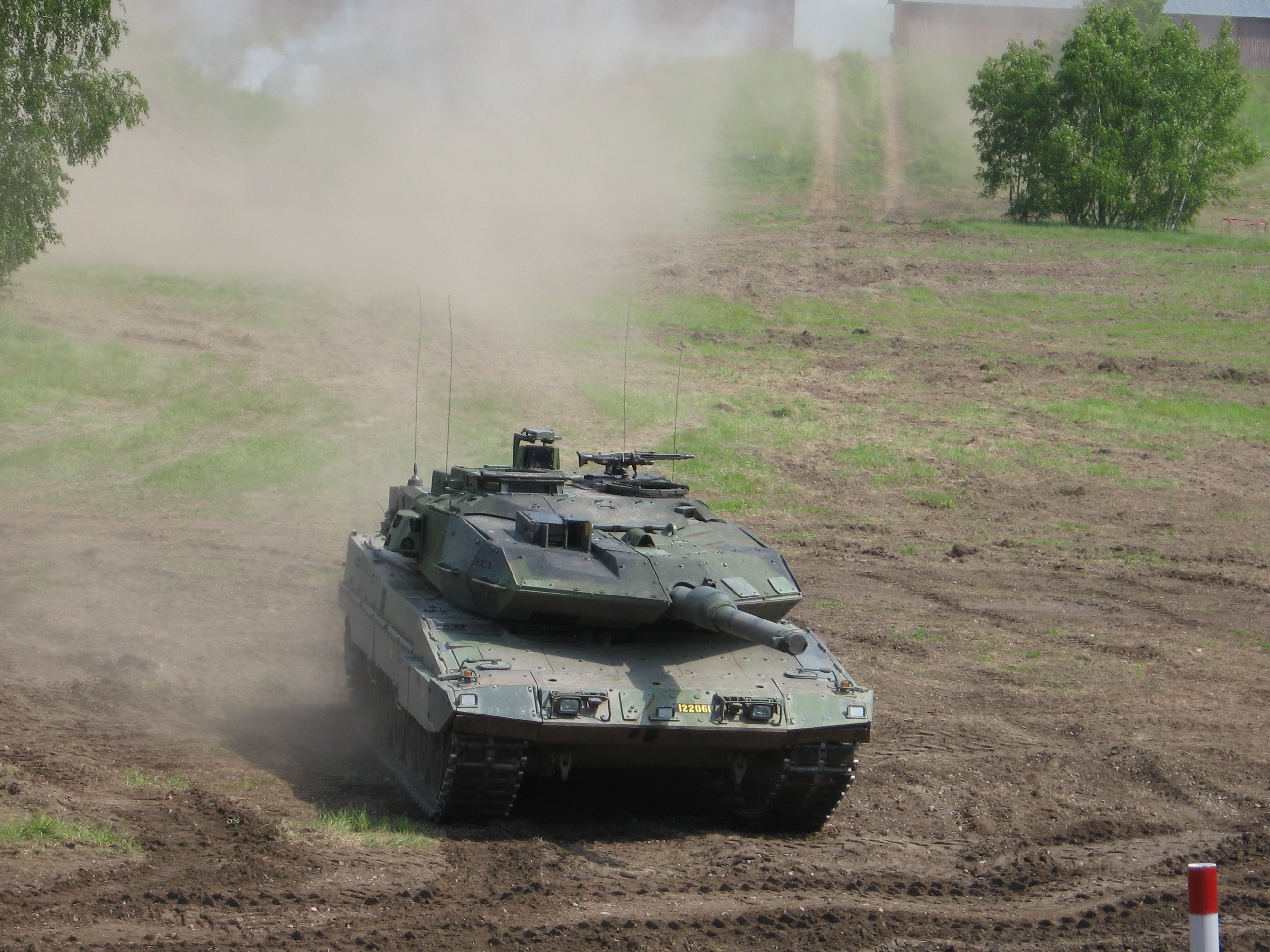
O Carro de combate Stridsvagn 122
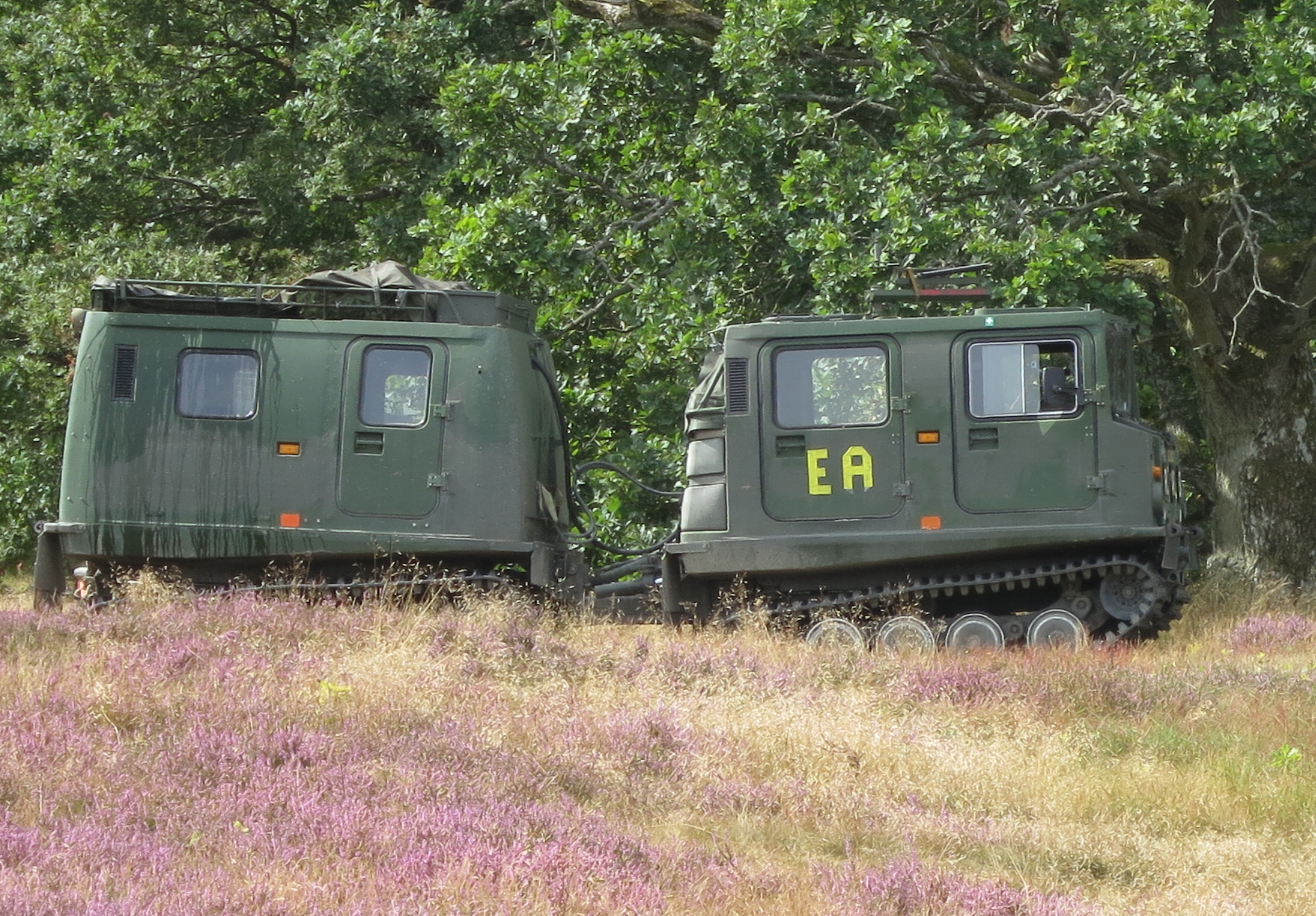
O veículo blindado de lagartas de todo o terreno Bv 206